# Vincitori dei premi Emmy, Grammy, Oscar e Tony
Con l'acronimo EGOT si indicano le persone che hanno vinto i quattro principali premi annuali statunitensi dedicati all'intrattenimento: Emmy Award, Grammy Award, Premio Oscar e Tony Award. Il primo è dedicato all'ambito televisivo, il secondo alla musica, il terzo al cinema e il quarto al teatro. L'acronimo è stato ideato dall'attore Philip Michael Thomas. Vincere tutti i quattro premi è inteso come il "grande slam" dello show-business.

## Vincitori con quattro premi competitivi
Al 2024, sono 19 le persone ad aver vinto tutti i quattro premi in categorie competitive.
| Nome                | Anno completamento EGOT | Anni per il completamento | Emmy | Grammy | Oscar | Tony |
| ------------------- | ----------------------- | ------------------------- | ---- | ------ | ----- | ---- |
| Richard Rodgers†    | 1962                    | 17                        | 1962 | 1960   | 1945  | 1950 |
| Helen Hayes†        | 1977                    | 45                        | 1953 | 1977   | 1932  | 1947 |
| Rita Moreno         | 1977                    | 16                        | 1977 | 1972   | 1961  | 1975 |
| John Gielgud†       | 1991                    | 30                        | 1991 | 1979   | 1981  | 1961 |
| Audrey Hepburn†     | 1994                    | 41                        | 1993 | 1994   | 1953  | 1954 |
| Marvin Hamlisch†    | 1995                    | 23                        | 1995 | 1974   | 1973  | 1976 |
| Jonathan Tunick     | 1997                    | 20                        | 1982 | 1988   | 1977  | 1997 |
| Mel Brooks          | 2001                    | 34                        | 1967 | 1998   | 1969  | 2001 |
| Mike Nichols†       | 2001                    | 40                        | 2001 | 1961   | 1967  | 1964 |
| Whoopi Goldberg     | 2002                    | 17                        | 2002 | 1985   | 1990  | 2002 |
| Scott Rudin         | 2012                    | 28                        | 1984 | 2012   | 2007  | 1994 |
| Robert Lopez        | 2014                    | 10                        | 2008 | 2012   | 2014  | 2004 |
| John Legend         | 2018                    | 12                        | 2018 | 2006   | 2015  | 2017 |
| Andrew Lloyd Webber | 2018                    | 38                        | 2018 | 1980   | 1996  | 1980 |
| Tim Rice            | 2018                    | 38                        | 2018 | 1980   | 1993  | 1980 |
| Alan Menken         | 2020                    | 31                        | 2020 | 1991   | 1989  | 2012 |
| Jennifer Hudson     | 2022                    | 13                        | 2021 | 2009   | 2007  | 2022 |
| Viola Davis         | 2023                    | 22                        | 2015 | 2023   | 2017  | 2001 |
| Elton John          | 2024                    | 37                        | 2024 | 1987   | 1995  | 2000 |

## Vincitori con quattro premi tra cui non competitivi o speciali
Quattro altri artisti hanno anch'essi ricevuto i quattro premi, nonostante uno di questi fosse non competitivo, ma ad esempio speciale o onorario.
| Nome              | Anno completamento EGOT | Anni per il completamento | Primo premio | Primo premio | Secondo premio | Secondo premio | Terzo premio | Terzo premio | Quarto premio | Quarto premio                            |
| ----------------- | ----------------------- | ------------------------- | ------------ | ------------ | -------------- | -------------- | ------------ | ------------ | ------------- | ---------------------------------------- |
| Barbra Streisand  | 1970                    | 7                         | 1963         | Grammy       | 1965           | Emmy           | 1968         | Oscar        | 1970          | Special Tony Award (Tony)                |
| Liza Minnelli     | 1990                    | 25                        | 1965         | Tony         | 1972           | Oscar          | 1973         | Emmy         | 1990          | Grammy Legend Award (Grammy)             |
| James Earl Jones† | 2011                    | 42                        | 1969         | Tony         | 1977           | Grammy         | 1991         | Emmy         | 2011          | Academy Honorary Award (Oscar)           |
| Harry Belafonte†  | 2014                    | 61                        | 1953         | Tony         | 1960           | Emmy           | 1961         | Grammy       | 2014          | Jean Hersholt Humanitarian Award (Oscar) |

## Persone con tre premi competitivi
Alle seguenti persone manca solo un premio competitivo per completare l'EGOT († indica persona deceduta).
Mancanti di un Emmy
1. Henry Fonda†
2. Oscar Hammerstein II†
3. Alan Jay Lerner†
4. Frank Loesser†
5. Stephen Sondheim†
6. Jule Styne†
7. Pasek & Paul

Mancanti di un Grammy
1. Jack Albertson†
2. Anne Bancroft†
3. Ingrid Bergman†
4. Shirley Booth†
5. Ralph Burns†
6. Ellen Burstyn
7. Melvyn Douglas†
8. Bob Fosse†
9. Jeremy Irons
10. Jessica Lange
11. Frances McDormand
12. Helen Mirren
13. Thomas Mitchell†
14. Al Pacino
15. Christopher Plummer†
16. Vanessa Redgrave
17. Jason Robards†
18. Geoffrey Rush
19. Paul Scofield†
20. Maureen Stapleton†
21. Jessica Tandy†
22. Tony Walton†
23. Katharine Hepburn †

Mancanti di un Oscar
1. Leonard Bernstein†
2. Jerry Bock†
3. Martin Charnin†
4. Cy Coleman†
5. Fred Ebb†
6. Anne Garefino
7. Julie Harris†
8. Hugh Jackman
9. Quincy Jones†
10. John Kander
11. Cyndi Lauper
12. Audra McDonald
13. Lin-Manuel Miranda
14. Cynthia Nixon
15. Trey Parker
16. Marc Shaiman
17. Bill Sherman
18. Matt Stone
19. Charles Strouse
20. Lily Tomlin
21. Dick Van Dyke
22. James Whitmore†
23. Bette Midler
24. Cynthia Erivo
25. Billy Porter
26. Ben Platt

Mancanti di un Tony
1. John Addison†
2. Kristen Anderson-Lopez
3. Julie Andrews
4. Burt Bacharach†
5. Alan Bergman
6. Marilyn Bergman†
7. George Burns†
8. Cher
9. Common
10. Michael Giacchino
11. Brian Grazer
12. Ron Howard
13. James Moll
14. Randy Newman
15. Sid Ramin†
16. Martin Scorsese
17. Peter Ustinov†
18. John Williams
19. Robin Williams†
20. Kate Winslet
21. Hildur Guðnadóttir
22. Adele
23. Eminem
24. Lady Gaga

## Persone con tre premi tra cui non competitivi o speciali
In aggiunta alla persone precedenti, le seguenti hanno anch'esse ottenuto tre premi dell'EGOT, di cui alcuni sono però non competitivi o speciali.
1. Howard Ashman vinse cinque Grammy competitivi, due Oscar competitivi, e un Emmy non competitivo o speciale
2. Fred Astaire vinse un Emmy competitivo, un Oscar e un Grammy non competitivi o speciali
3. Robert Russell Bennett vinse un Emmy e un Oscar competitivi, e due Tony non competitivi o speciali
4. Irving Berlin vinse un Oscar e un Tony competitivi, e un Grammy non competitivo o speciale
5. Walt Disney vinse 26 Oscar e 7 Emmy competitivi, e un Grammy non competitivo o speciale
6. Ray Dolby vinse un Oscar, due Emmy e un Grammy non competitivi o speciali
7. Judy Garland vinse due Grammy competitivi, un Oscar e un Tony non competitivi o speciali
8. Eileen Heckart vinse un Oscar e un Emmy competitivi, e un Tony non competitivo o speciale
9. Quincy Jones vinse un Emmy e 27 Grammy competitivi, e un Oscar non competitivo o speciale
10. Barry Manilow vinse due Emmy e un Grammy competitivi, e un Tony non competitivo o speciale
11. Steve Martin vinse un Emmy e cinque Grammy competitivi, e un Oscar non competitivo o speciale
12. Stephen Schwartz vinse tre Oscar e tre Grammy competitivi, e un Tony non competitivo o speciale
13. Bruce Springsteen vinse 20 Grammy e un Oscar competitivi, e un Tony non competitivo o speciale
14. Eli Wallach vinse un Tony e un Emmy competitivi, e un Oscar non competitivo o speciale
15. Oprah Winfrey vinse un Emmy e un Tony competitivi, e un Oscar non competitivo o speciale
16. Cicely Tyson vinse tre Emmy e un Tony competitivi, e un Oscar non competitivo o speciale
17. Diane Warren vinse un Emmy e un Grammy competitivi, e un Oscar non competitivo o speciale

## Persone con quattro candidature
Queste persone non hanno vinto tutti i quattro premi nelle categorie competitive, ma hanno ricevuto almeno una candidatura per ciascuno di essi.
1. Lynn Ahrens
2. Alan Alda
3. Woody Allen
4. Judith Anderson
5. Julie Andrews
6. Howard Ashman
7. Burt Bacharach
8. Elmer Bernstein
9. Leonard Bernstein
10. Ralph Burns
11. Ellen Burstyn
12. Richard Burton
13. Sammy Cahn
14. Keith Carradine
15. Diahann Carroll
16. Glenn Close
17. Cy Coleman
18. Fred Ebb
19. Henry Fonda
20. Jane Fonda
21. Judy Garland
22. Brian Grazer
23. Joel Grey
24. Julie Harris
25. Katharine Hepburn
26. Jeremy Irons
27. Hugh Jackman
28. James Earl Jones
29. Quincy Jones
30. John Kander
31. Angela Lansbury
32. Michel Legrand
33. John Lithgow
34. Kenny Loggins
35. Steve Martin
36. Alan Menken
37. Bette Midler
38. Liza Minnelli
39. Lin-Manuel Miranda
40. Trey Parker
41. Dolly Parton
42. Sidney Poitier
43. André Previn
44. Lynn Redgrave
45. Vanessa Redgrave
46. Diana Ross
47. Adam Schlesinger
48. Paul Scofield
49. Marc Shaiman
50. Paul Simon
51. Glenn Slater
52. Kevin Spacey
53. Sting
54. Barbra Streisand
55. Meryl Streep
56. Lily Tomlin
57. Stanley Tucci
58. Peter Ustinov
59. Jimmy Van Heusen
60. Denzel Washington
61. James Whitmore
62. Paul Williams
63. Hans Zimmer
64. Cynthia Erivo

## PEGOT
Il vincitore di un PEGOT è qualcuno che ha ottenuto tutti i premi dell'EGOT oltre ad un premio Pulitzer.
Vincitori:
1. Richard Rodgers †
2. Marvin Hamlisch †

Persone che hanno vinto un Pulitzer a cui manca un solo premio dell'EGOT:
1. Oscar Hammerstein II† (mancante di un Emmy)
2. Frank Loesser† (mancante di un Emmy)
3. Lin-Manuel Miranda (mancante di un Oscar)
4. Stephen Sondheim† (mancante di un Emmy)